# Việt Hồng, Thanh Hà
Việt Hồng là một xã thuộc huyện Thanh Hà, tỉnh Hải Dương, Việt Nam.

## Địa lý

Viet Hong commune map

Xã có diện tích 5,78 km², dân số năm 1999 là 4.400 người, mật độ dân số đạt 761 người/km².
Xã giáp các xã Hồng Lạc, Tân Việt, Cẩm Chế, Thanh An của huyện Thanh Hà và giáp huyện Kim Thành.
Trên địa bàn xã có con sông Rạng (còn gọi là sông Lai Vu) chảy qua. Là xã duy nhất của huyện Thanh Hà có hai phần đất ở hai bên phía con sông Rạng; phía giáp với huyện Kim Thành chủ yếu là đất nông nghiệp gọi là Đồng Soi (bãi soi). Một con sông nhỏ bắt nguồn từ sông Rạng, tên gọi là sông Côm (dân quanh vùng gọi là sông Mả Vua) chạy cắt một phần diệc tích của xã và là danh giới với các xã: Tân Việt, Cẩm Chế.
Xã gồm có hai làng (thôn): Cổ Chẩm và Quan Khê. Làng Cổ Chẩm được công nhận là làng văn hóa năm 2015

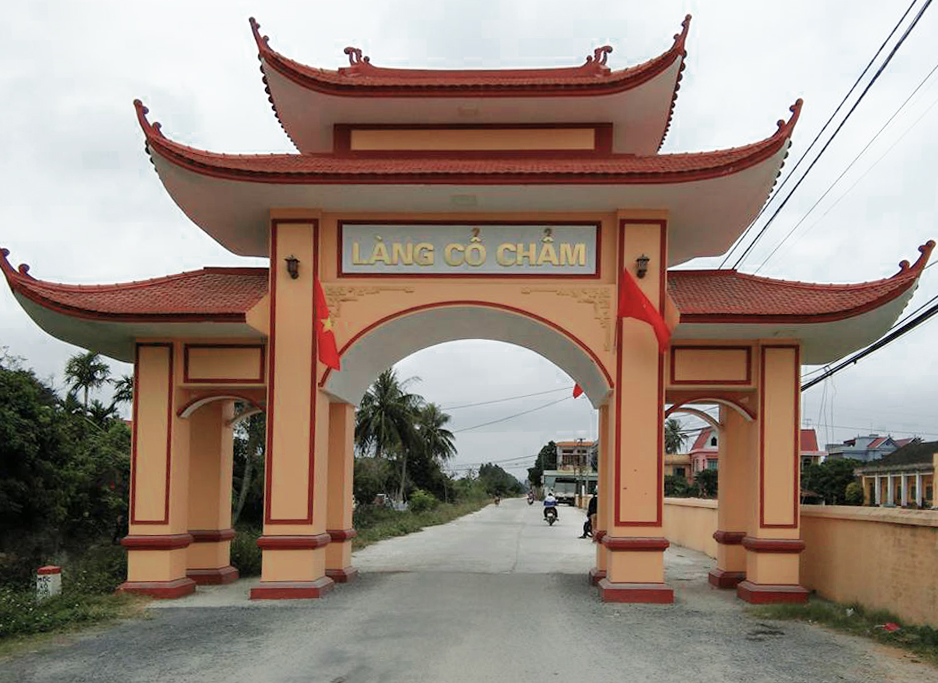
Cổng chào làng Cổ Chẩm

## Giáo dục
Xã có 01 trường mầm non, Trường Tiểu học Việt Hồng và Trường THCS Việt Hồng (trường đạt chuẩn quốc gia).
Ngày 24/5/2015, Trường mầm non Việt Hồng được công nhận là trường mầm non đạt chuẩn quốc gia.

## Nhân vật tiêu biểu
- Trần Doãn Minh, người thôn Quan Khê, là tiến sĩ nho học Việt Nam thời phong kiến.[7][8][9]

## Kinh tế
Việt Hồng là một xã thuần nông, đối tượng cây trồng chủ lực là: Vải thiều, Hồng xiêm, ổi, chanh, quất; rau màu vụ đông (hành, tỏi); lúa.

## Văn hóa
Xã có chùa Minh Giám (thôn Cổ Chẩm).

## Bài liên quan
- Thảm sát cầu Ác